# Norrströmstunneln
Norrströmstunneln är en pendeltågstunnel under Norrmalm i Stockholm. Norrströmstunneln är en del av Citybanan, vilken hade trafikstart år 2017. Inom detta tunnelavsnitt ligger också stationen Stockholm City. Tunneln har sitt namn efter vattendraget Norrström som rinner mellan Gamla stan/Helgeandsholmen och Norrmalm och är Mälarens primära utlopp i Östersjön.
Norrströmstunneln är det viktigaste tunnelavsnittet inom Citybanans sex kilometer långa sträckning genom Stockholms centrala delar. Avsnittet utgörs av en cirka 1,4 kilometer lång bergtunnel som sträcker sig mellan Riddarholmen i syd och området vid Gamla Brogatan och Kungsgatan i norr. I syd ansluter Norrströmstunneln till Söderströmstunneln och i norr till Norrmalmstunneln. Lägsta nivån har tunneln i avsnittet för stationen “Stockholm City”, här ligger tunnelbotten cirka 35-40 meter under markytan.
Entreprenör för tunnelbygget är NCC Construction Sverige och i deras uppdrag ingår även anläggningsarbetena av själva stationen “Stockholm City”. Stationen består av två stationstunnlar, två perronger och fyra spår. I arbetet ingick också tre uppgångar till markytan samt anslutningar till alla tre tunnelbanelinjerna. Uppdragsgivare är Trafikverket och ordervärdet uppgår till cirka 1600 MSEK.

## Bilder
Norrströmstunneln den 19 oktober 2012.

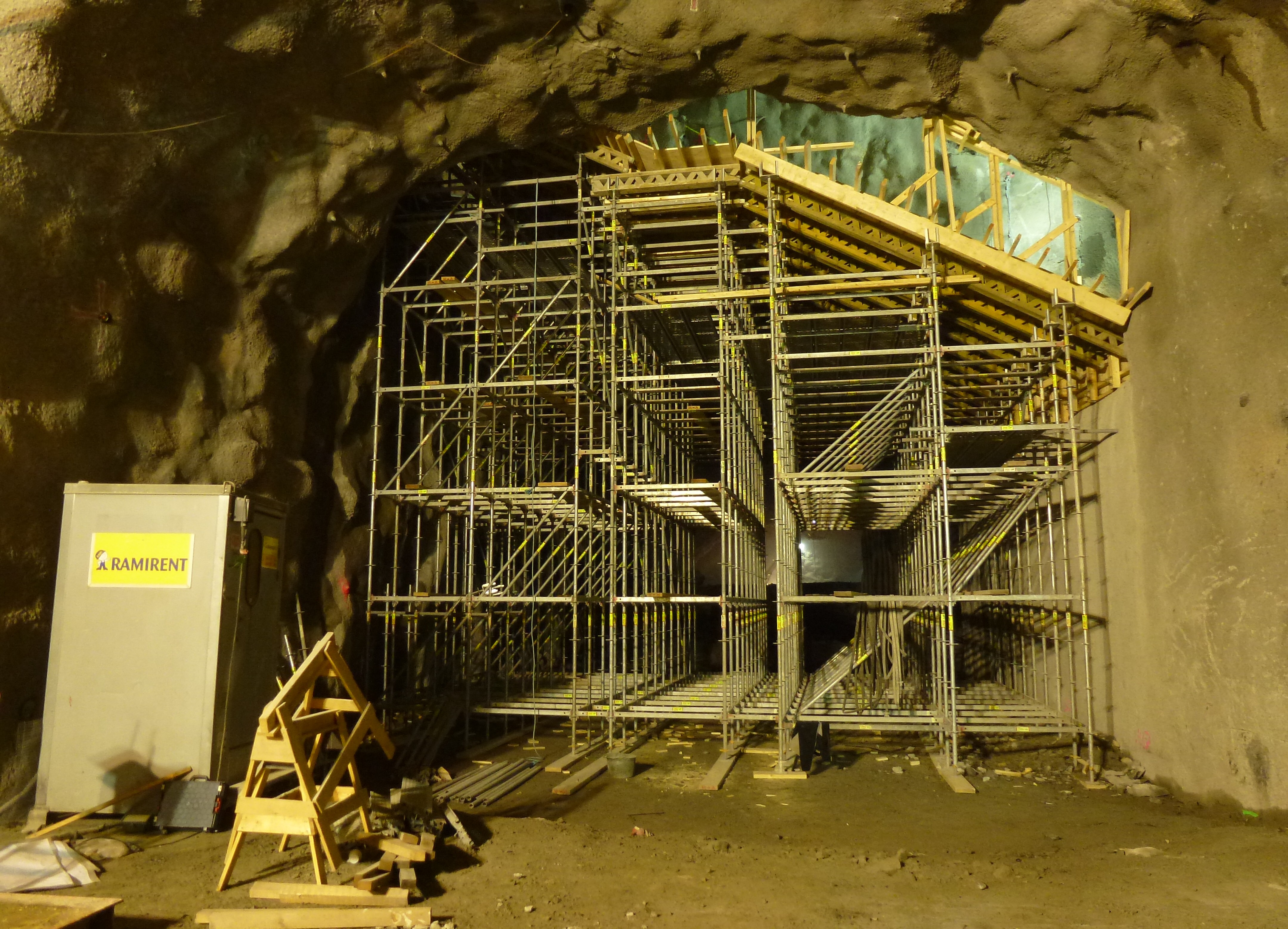
Norrströmstunneln mot norr.
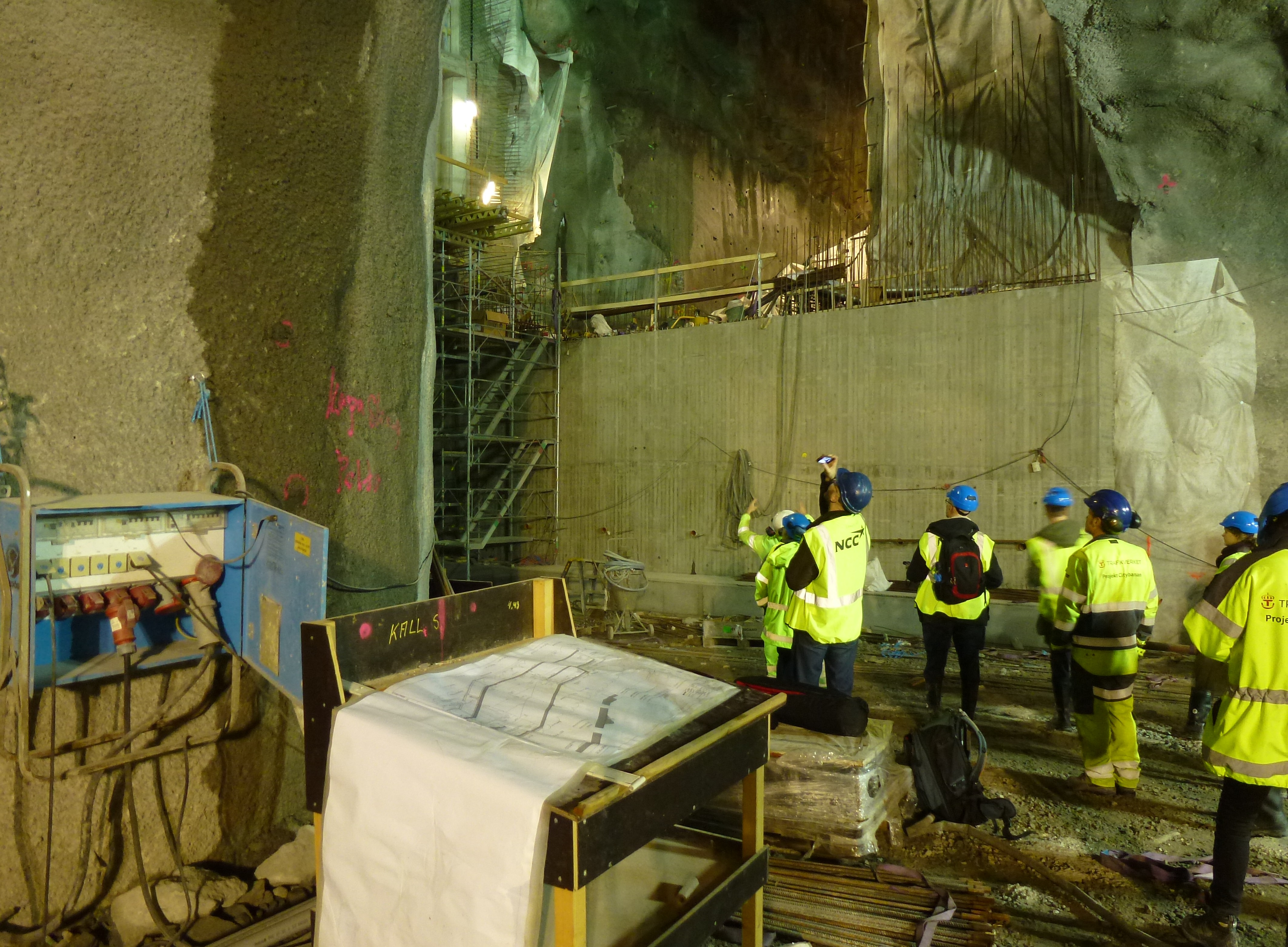
Tunnelavsnittet för blivande station ”Stockholm City”.
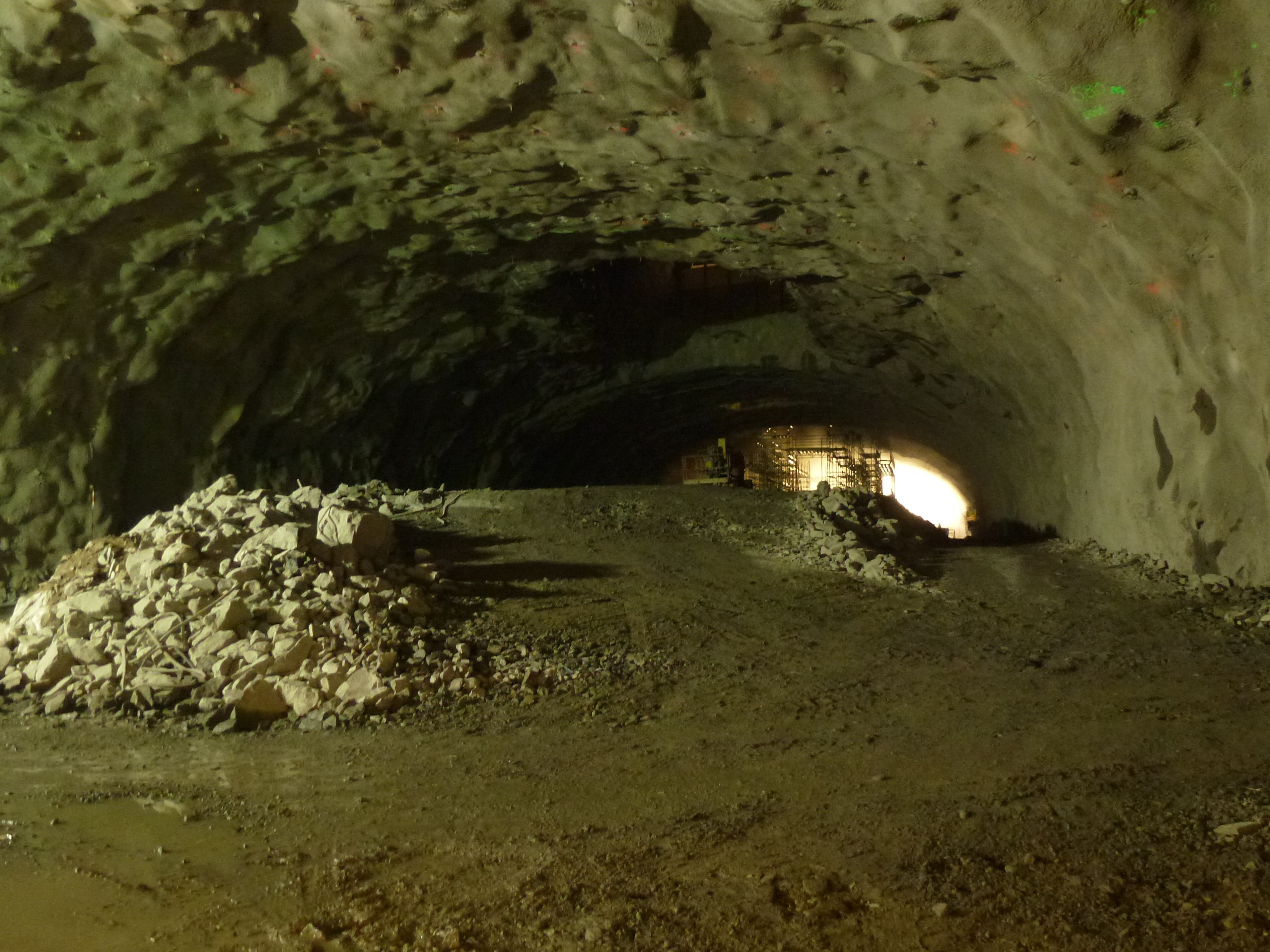
Norrströmstunneln mot syd.
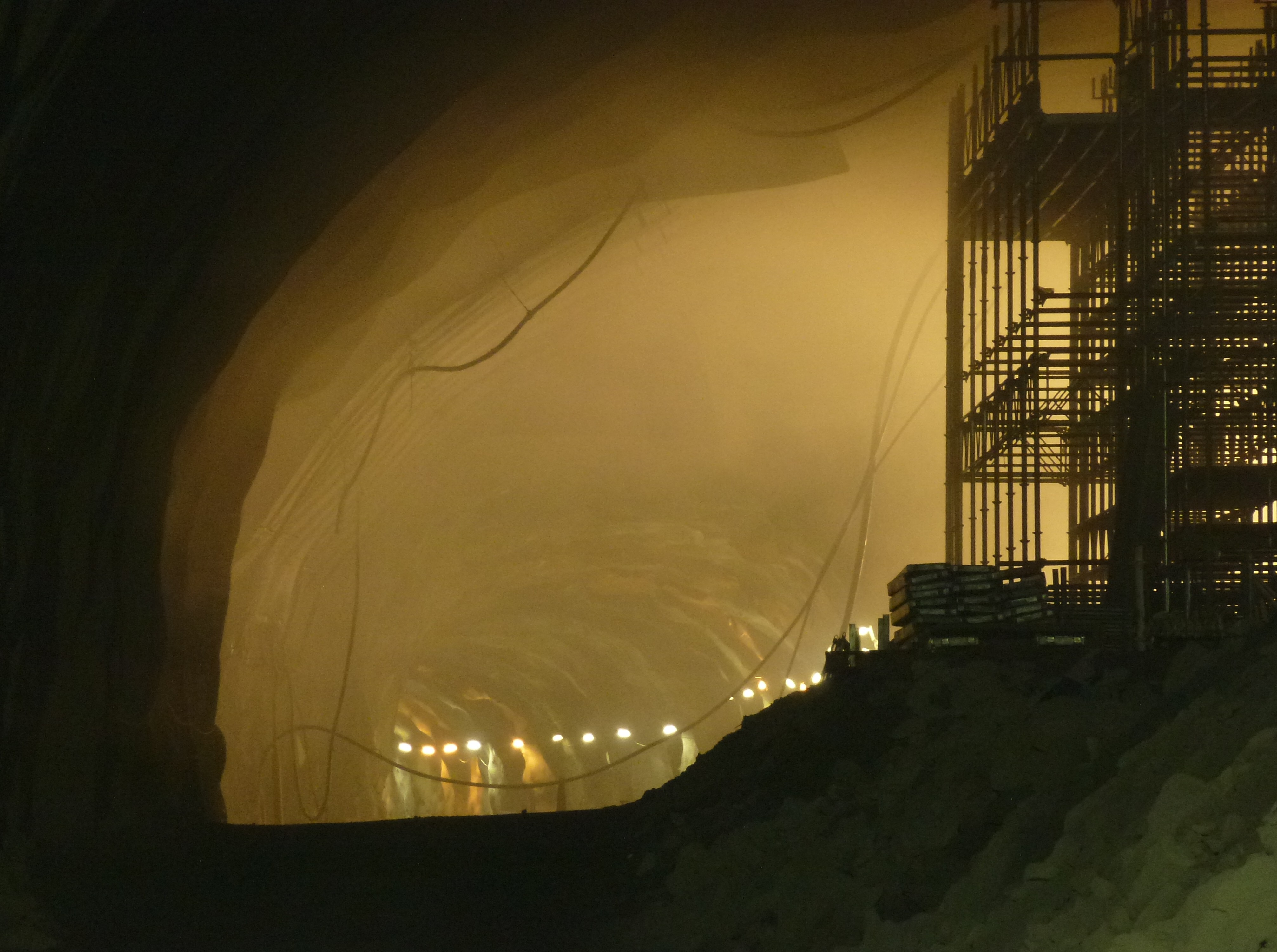
Norrströmstunneln mot syd kort efter sprängning.